# Hottentotta franzwerneri
Espèce
Synonymes
- Buthus franzwerneri Birula, 1914
- Buthus lutaudi Pallary, 1924

Hottentotta franzwerneri est une espèce de scorpions de la famille des Buthidae.

## Distribution
Cette espèce se rencontre en Algérie et au Maroc.

## Description
Hottentotta franzwerneri mesure de 70 à 110 mm.
Le telson (dernier segment de la queue) possède un aiguillon aigu et canulé à deux orifices  reliés chacun à une glande venimeuse.

## Venin
Son venin est neurotoxique et mortel pour l'homme. Les effets d'une envenimation vont d'une simple douleur vive à des problèmes cardio-vasculaires ou un œdème pulmonaire voire un décès. En cas de piqûre, il faut bien sûr aller immédiatement dans un lieu médicalisé.

## Systématique et taxinomie
Cette espèce a été décrite sous le protonyme Buthus franzwerneri par Birula en 1914. Elle est placée dans le genre Buthotus par Vachon en 1949 puis dans le genre Hottentotta en 1985.

## Étymologie
Cette espèce est nommée en l'honneur de Franz Werner.

## Publication originale
- Birula, 1914 : « Ergebnisse einer von Prof. Franz Werner im Sommer 1910 mit Unterstützung aus dem Legate Wedl ausgeführten zoologischen Forschungsreise nach Algerien. VI. Skorpione und Solifugen. » Sitzungsberichte der Kaiserlich-Königlichen Akademie der Wissenschaften, Wien, vol. 123, no 1, p. 633–668 (texte intégral).